# Sévigny
Sévigny es una comuna francesa situada en el departamento de Orne, en la región de Normandía. Tiene una población estimada, en 2019, de 305 habitantes.

## Demografía
| 167 | 172 | 218 | 319 | 377 | 352 | 305 |
| Para los censos de 1962 a 1999 la población legal corresponde a la población sin duplicidades (Fuente: INSEE [Consultar]) |     |     |     |     |     |     |